# Star TV (Suisse)
Pour les articles homonymes, voir Star TV.
Star TV est une chaîne de télévision généraliste privée suisse alémanique.

## Histoire de la chaîne
Le 31 août 1995, Star TV, première chaîne nationale privée en Suisse, commence sa diffusion. Après dix ans d'existence, elle est la plus grande chaîne de télévision privée en Suisse alémanique.

## Programmes
Depuis 2000, la chaîne s'est positionnée comme la chaîne du cinéma, mode de vie et culture, avec des programmes concernant les sorties de films, et de DVD, des making-of, des informations relatives aux célébrités.
Elle diffuse également des programmes musicaux (principalement des clips vidéos) et des émissions sur les jeux vidéo. Le succès financier de la chaîne est dû aux coûts d'achat très bas de ses programmes, tels les making-of, ou les programmes largement sponsorisés comme les émissions de jeux vidéo sponsorisées par PlayStation (Sony)
Dès le 1er septembre 2012, la chaîne annonce qu'elle diffuse un film par soirée du lundi au vendredi et deux films chaque soirée en fin de semaine. En outre, Star TV annonce également l'exclusivité de primo-diffusion de films. La chaîne annonce également la diffusion pour la première fois d'émissions en direct ainsi que des séries telles que Heartland ou encore Malcolm.